# Kosma (biskup kazański)
Kosma, imię świeckie nieznane (zm. 1583 w Monasterze św. Cyryla Biełozierskiego ?) – rosyjski biskup prawosławny.

## Życiorys
O jego działalności przed 1572 nic nie wiadomo. W wymienionym roku został przełożonym monasteru św. Cyryla Biełozierskiego z godnością igumena. 29 grudnia 1581 przyjął chirotonię biskupią z rąk metropolity moskiewskiego Dionizego. Objął wówczas katedrę kazańską i swijaską. Urząd sprawował do 1583; jesienią tego roku przebywał jeszcze w Kazaniu, o jego działalności duszpasterskiej nic nie wiadomo. Według archimandryty Platona (Lubarskiego) zmarł w tym samym roku w monasterze św. Cyryla Biełozierskiego, jednak źródła jego twierdzenia nie są znane.